# Rauchverbot in Personenkraftwagen
Ein Rauchverbot in Personenkraftwagen untersagt, Tabak (und oft auch vergleichbare Substanzen) in der Fahrgastzelle eines Automobils abbrennen zu lassen.
Rauchverbote in Personenkraftwagen (Pkw) wurden unter verschiedenen Gesichtspunkten in Erwägung gezogen:

## Sicherheit im Straßenverkehr
Die historisch ältere Überlegung betrifft die Gefährdung des Straßenverkehrs. Unter diesem Gesichtspunkt soll dem Fahrer (und nur dem Fahrer) das Rauchen während der Fahrt untersagt werden. Hierbei spielt es keine Rolle, ob sich andere Personen, insbesondere Kinder, im Fahrzeug befinden. Argumentiert wird damit, dass der Fahrzeugführer durch das Handhaben der Zigarette, besonders das Suchen nach derselben und deren Anzünden, ähnlich stark abgelenkt wird wie durch Telefonieren oder SMS-Schreiben. Darüber hinaus kann eine herabfallende brennende Zigarette zu panikartigen Reaktionen führen. Schlussendlich können aus dem Fenster geworfene Zigaretten andere Fahrzeuge oder deren Ladung in Brand setzen. Einige schwere Verkehrsunfälle können auf das Rauchen zurückgeführt werden.
Für die Rechtsprechung urteilte das Landgericht Lüneburg 2002 hierzu: „Auszugehen ist davon, dass ein gewisser Leichtsinn schon darin zu erblicken ist, dass während der Fahrt geraucht wird. Dies beeinträchtigt die Fahrtüchtigkeit schon deshalb, weil er [der Fahrer] beim Rauchen nicht beide Hände ausschließlich zum Halten und Betätigen des Lenkrads gebrauchen kann.“
Die Haltung gegenüber dem Rauchen beim Autofahren war bis in die 1990er Jahre keineswegs kritisch. Mitte des 20. Jahrhunderts herrschte sogar eine ausgesprochen positive Einstellung zum Rauchen am Steuer. Die ADAC Motorwelt berichtete etwa im Jahr 1952 von einer englischen Studie der „Safety-First-Organisation“, der zufolge „Kraftfahrer unter dem Einfluß des Nikotins weniger zu alkoholischen Beeinträchtigungen ihrer Fahrtleistungen gelangen“, als ohne. Wer betrunken rauchte, fuhr sozusagen sicherer; das Nikotin dämpfte demnach die Wirkung des Alkohols – eine wissenschaftlich nicht erwiesene These. Schwedische Untersuchungen hätten zwar ergeben, dass die „falsche Handhabung der Zigarette oder der Zigarre am Steuer“ zu „Zwischenfällen“ geführt habe, jedoch sei „die Bekämpfung dieser raucherischen Unsitten binnen kurzer Zeit durchaus möglich“. Der Autor des Artikels meint, „von größerer Bedeutung“ sei es, zu erforschen, welche Tabaksorten welchen Kraftfahrer am Steuer am längsten wach hielten. Dafür müsste „die laufende Zusammenarbeit zwischen den Tabak- und den Kraftfahrervereinigungen gesichert werden“.

## Nichtraucherschutz
In neuerer Zeit hat sich die Erkenntnis der Schädlichkeit von Passivrauchen durchgesetzt. Unter diesem Gesichtspunkt wird nicht nur dem Fahrzeugführer das Rauchen verboten, sondern jeder Person im Fahrzeug, jedoch nur, wenn sich mehrere Personen im Fahrzeug befinden. Zudem gilt in der Regel die Bedingung, dass es sich bei den im Fahrzeug anwesenden Personen um Minderjährige handeln muss.

## Waldbrände
Aus dem Fenster geworfene Zigarettenstummel verursachen regelmäßig Waldbrände. Beispielsweise seien (laut Brandstatistik des südfranzösischen Départements Bouches-du-Rhône) 16 % der dortigen Waldbrände auf aus Fahrzeugen geworfene Zigarettenkippen zurückzuführen (und 13,8 % auf von Fußgängern weggeworfene Zigarettenkippen).

## Länder und Gebiete mit Rauchverbot in Pkw

### Australien
In Queensland gilt seit Januar 2010 ein Rauchverbot in Pkw, wenn Minderjährige unter 16 Jahren anwesend sind. Die Gebühr für eine Verwarnung (on the spot fine) beträgt 200 australische Dollar.
In South Australia besteht seit Mai 2007 ein Rauchverbot in Pkw, wenn Minderjährige unter 16 Jahren anwesend sind. Strafen von 75 bis 200 australische Dollar sind vorgesehen.
Auf Tasmanien ist es seit dem 1. Januar 2008 verboten, in Fahrzeugen mit Minderjährigen unter 18 Jahren zu rauchen. Es gibt eine gebührenpflichtige Verwarnung von 110 australischen Dollar.
In Victoria gilt ab dem 1. Januar 2010 ein Rauchverbot in Pkw, wenn Minderjährige unter 18 Jahren anwesend sind.
In Western Australia trat im Jahr 2010 ein Rauchverbot in Pkw mit Minderjährigen unter 16 Jahren in Kraft.

### England, Wales und Schottland
Wenn Mitfahrer in England oder Wales unter 18 Jahre dabei sind und geraucht wird, ist mit einem Bußgeld von 50 Pfund Sterling zu rechnen, in Schottland mit 100 Pfund.

### Frankreich
Hier gilt ein Rauchverbot, wenn Kinder unter 18 Jahren mitfahren. Verstöße werden mit 68 Euro geahndet.

### Griechenland
In Griechenland ist seit Dezember 2010 das Rauchen in Fahrzeugen verboten, wenn Kinder unter 12 Jahren mitfahren. Hier ist mit Bußgeldern bis zu 1500 Euro zu rechnen.

### Italien
In Italien gilt das Rauchverbot in Pkw, wenn Schwangere oder Minderjährige im Auto sind. Die Strafe hängt vom Alter des Kindes ab. Wenn Kinder unter 12 Jahren mitfahren, kann man mit einer Strafe von 500 bis zu 5000 Euro rechnen. Bei Kindern zwischen 12 und 17 Jahren liegt die Höhe der Strafe zwischen 250 und 2.500 Euro.

### Irland
In Irland darf im Auto bei Anwesenheit von Personen unter 18 Jahren nicht geraucht werden, sonst drohen Bußgelder ab 100 Euro.

### Kanada
In British Columbia gilt seit dem 1. April 2009 ein Rauchverbot in Fahrzeugen mit Minderjährigen unter 16 Jahren.
In New Brunswick gilt seit dem 1. Januar 2010 ein Rauchverbot in Pkw, wenn Minderjährige unter 16 Jahren anwesend sind.
In Nova Scotia, ist es seit dem 1. April 2008 verboten in Fahrzeugen mit Personen unter 19 Jahren zu rauchen.
In Ontario, ist es seit dem 21. Januar 2009 verboten in Fahrzeugen mit Minderjährigen unter 16 Jahren zu rauchen.

### Österreich
In Österreich ist seit dem 1. Mai 2018 das Rauchen in Autos bei Anwesenheit von Minderjährigen verboten. Bei Zuwiderhandeln drohen Verwaltungsstrafen bis zu 100 Euro im Wiederholungsfall bis zu 1000 Euro.

### Südafrika
Ein Gesetz wurde verabschiedet, welches unter anderem das Rauchen in Fahrzeugen verbietet, in denen sich Minderjährige unter 12 Jahren befinden.

### USA
Rauchverbote in Pkw existieren (mit unterschiedlichen Altersgrenzen) in Arkansas, Kalifornien, Louisiana, Maine und Oregon sowie in Puerto Rico und auf lokaler Ebene in verschiedenen Counties und Städten.

### Vereinigte Arabische Emirate
Am 6. Januar 2010 wurde ein Bundesgesetz unterzeichnet, welches die Rauchverbote ablöst, die bereits in einigen Emiraten bestanden. Unter anderem verbietet dieses Gesetz, in Fahrzeugen zu rauchen, in denen sich Kinder unter 12 Jahren befinden.

### Zypern
In Zypern ist es verboten, in Privatfahrzeugen zu rauchen, in denen sich Minderjährige unter 16 Jahren befinden.

## Geplante Rauchverbote im Pkw

### Deutschland
Der Bundesgesundheitsminister Karl Lauterbach plant die Einführung eines Rauchverbots in Pkw, wenn minderjährige oder schwangere Personen anwesend sind. Das Deutsche Krebsforschungszentrum schätzt, dass im Jahr 2022 etwa eine Million Minderjährige in Deutschland den Schadstoffen des Rauchens im Auto ausgesetzt sind.
In einer repräsentativen Umfrage von AutoScout24 und Innofact aus 2023 sprachen sich 69 % der 1075 Befragten für ein Rauchverbot im Dasein von Minderjährigen und Schwangeren im Auto aus.

### Finnland
Finnland beabsichtigt, das Rauchen in Pkw zu untersagen, wenn sich Kinder darin befinden. Außerdem soll das Rauchen generell an Orten, in denen sich Kinder befinden, verboten werden.

### Israel
In Israel wird die Einführung eines Rauchverbotes in Pkw in der Knesset diskutiert.

### Kanada
Die Provinz Saskatchewan plant ein Rauchverbot in Pkw, wenn sich Minderjährige unter 16 Jahren im Fahrzeug befinden.

### Polen
Die polnische Regierung arbeitet an einem weit reichenden Rauchverbot, besonders in Räumen, in denen sich Kinder unter 13 Jahren befinden, einschließlich privaten Fahrzeugen und sogar Wohnungen.

### Taiwan
Die Republik China (Taiwan) plant ein Rauchverbot in Pkw, auf Motorrädern und für Fußgänger auf Gehwegen. Als Begründung werden die Verkehrssicherheit und die Verschmutzung durch weggeworfene Zigarettenstummel angegeben. Zum Rauchverbot für Fußgänger ist zu bedenken, dass es in Ostasien (insbesondere auch in Japan) unüblich ist, im Gehen zu rauchen.

### Weitere Staaten
In mehreren Ländern der Europäischen Union werden Rauchverbote für Pkw diskutiert, wenn sich darin Minderjährige befinden, so zum Beispiel in den Niederlanden sowie im Europäischen Parlament selbst. 